# Sleep (музичка група)
Sleep (транскр.  Слип) је амерички дум метал трио из Сан Хозеа, Калифорнија. Бенд је врло рано у својој каријери привукао пажњу критичарима и издавачким кућама. Критичар Едуардо Ривадавиа их је описао као "ултимативни стоунер рок бенд" и уочио је да је група имала велики утицај на хеви метал 1990-их. Ипак, неспоразуми са издавачком кућом су довели до распада групе пре краја деценије. Бенд је обнобљен 2009. године и од тада су извели велики број интернационалних наступа. У 2018. години, Слип је објавио свој четврти албум, The Sciences, који је брло добро прихваћен од стране критичара.

## Историја групе

### Младост
Слип је 1990. године настао из бенда Асбестосдет, чији су чланови били вокалиста/басиста Ал Сиснерос, бубњар Крис Хакиус и гитариста Том Чој. Асбестодет је постао квартет када се њима придружио гитариста Мет Пајк, након чега су снимила два сингла - "Dejection" за Профејн Игзистенс и самостално објављен сингл "Unclean". Чој је напустио бенд, након чега је започео неколицину својих пројеката: Ит ис Ај, Нутграш, и друге. Асбестосдет је унајмио новог гитаристу - Џастина Марлера, након чега су добили нов идентинет, мењајући име у Слип.

### Ера снимања
Њихов дебитантски албум Volume One је издат 1991. године. Често поређени са бендовима као што су Сеинт Витус, Слип је убрзо добио велики број обожаваоца у тек развијајућој дум метал сцени. Марлер је кратко после тога напустио бенд и постао монах, остављајући бенд као трио да сниме свој нови ЕП, Volume Two, који је званично објављен 1991. од стране издавачке куће Off the Disk Records. Бендов следећи албум је послат независној издавачкој кући Earache. Снимљен у Razors Edge студиу у Сан Франциску са Билијем Андерсоном као инжињером, албум је приказивао Слипову љубав према свим ретро стварима, све од очигледних Блек Сабат утицаја до коришћења појачала за гитаре из 1970-их. Издавачка кућа је одмах понудила уговор бенду, након чега је објавила њихов албум у потпуно неизмењеном стању.
Sleep's Holy Mountain (1992) се често сматра као исконски албум у еволуцији стоунер метала. Издавање албума је праћено врло профитабилним уговором од стране London Recordsa, који је Слип одмах потписао. Нешто после овога, Earache је објавио свој први албум обрађених песмама Блек Сабата, на којем се налазила и Слипова обрада песме "Snowblind".
Под новим уговором, 1995. године су започели рад на свом трећем албуму, Dopesmoker. На велико разочарење извршника у London Recordsu, Dopesmoker је заправо био само једна песма која је трајала дуже од сат времена. Из тог разлога, издавачка кућа је изјавила да је албум у том стању немогућ за маркетинг и одбила је да га објави. Дејвид Сарди је унајмљен да песму подели на више секција, што је довело до неизбежних сукоба са члановима бенда, који нису били задовољни крајним резултатима. Фрустрирани и генерално незадовољни исходом ситуација, чланови бенда су одлучили да Слип треба да се разиђе.

### После Слипа
Слип је 1998. године објавио Jerusalem, као "званичан бутлег". Годину дана касније, Jerusalem је добио легално и званично издање од стране издавачких кућа The Music Cartel у САД и Rise Above Records у Европи.
Коначно, 2003. године, Tee Pee Records је објавио оригиналну верзију албума Dopesmoker која је генерално прихваћена као потпуна верзија албума. Скраћена верзија је искоришћена у Џим Јармушовом филму Broken Flowers.
Сиснерос и Хакиус су основали дум метал бенд назван Ом, док је Пајк основао бенд Хај он Фајер.
Southern Lord Records је 2007. објавио ЦД компилацију Асбестосдетових дела која су настала пре Слипа.

### Поновни састанак Слипа
У мају 2009. године, бенд се поново сакупио да одржи два ексклузивна наступа у Великој Британији као део Ол Тумороус Партис музичког фестивала. На наступима, бенд је изводио до тада необјављену песму чији је наслов био "Antarticians Thawed", која је написана током снимања албума Dopesmoker.
После првобитних наступа након поновног састанка венда, бубњар Крис Хакиус је одлучио да заврши своју музичку каријеру и оснује породицу. Његову улогу буњара у бенду је заменио Џејсон Родер из експерименталног метал бенда Неурозис. Нова музичка постава је први пут је наступала 2010. године на АТП Њујорк музичком фестивалу у Монтичелу, Њујорк, где су извели Holy Mountain у целини. Након овога је следила турнеја кроз остатак Сједињених Америчких Држава.
Од 2010. године па надаље, Слип је изводио сличне, спорадичне наступе и турнеје, када је то већ презаузет распоред чланова бенда дозвољавао. Крајем 2012. године пред свој наступ на Мериленд Детфесту, група је изјавила да мисли да је Слип "потпун, сложен бенд". 2014. године, Ал Сиснерос је у интервјуу изјавио да бенд ради на новом материјалу, а 21. јула исте године, Слип је кроз Адулт Свим Синглс објавио нови сингл назван "The Clarity".
У новембру 2017. године, бенд је на друштвеним мрежама и на свом веб-сајту објавио поруку написану морзеовом азбуком која говори да је бенд скоро завршио снимање материјала за нови албум. 19. априла 2018. године, Слип је најавио да ће албум The Sciences, њихов први албум у 20 година, бити издат сутрадан, а 23. маја исте године су кроз Адулт Свим Синглс објавили нови песму "Leagues Beneath".

## Коришћење канабиса
Слип је, све од свог другог студијског албум Jerusalem, добијао инспирације под дејством канабиса. У интервјуу где Мет Пајк говори о прављењу албума Jerusalem, споменуо је да су потрошили велики део новца који су добили од издавачке куће на канабис. Такође је рекао да су потрошили око $75.000 на модификована појачала да би могли да имају тон са више слојева.

## Чланови

### Тренутни чланови
- Ал Сиснерос - вокали, бас гитара (1990-1998, 2009-данас)
- Мет Пајк - електрична гитара (1990-1998, 2009-данас)
- Џејсон Родер - бубњеви (2010-данас)

### Бивши чланови
- Крис Хакиус - бубњеви (1990—1998, 2009)
- Џастин Марлер - електрична гитара (1990—1991)

## Дискографија

### Студијски албуми
- Volume One (1991, Tupelo)
- Sleep's Holy Mountain (1992, Earache)
- Dopesmoker (1999, The Music Cartel; 2003, Tee Pee; 2012, Southern Lord)
- The Sciences (2018, Third Man)

Бендов трећи албум је претходно био издат под именом Jerusalem 1999. године од стране The Music Cartela. То издање није било одобрено од стране бенда, па је цело издање и њехов квалитет дискредитован од стране бенда.

### ЕП
- Volume Two (1992, Off the Disk Records)

### Синглови и спотови
- Dragonaut
- The Clarity
- Leagues Beneath